# Neoterebra crenifera
Neoterebra crenifera é uma espécie de gastrópode do gênero Neoterebra, pertencente a família Terebridae.